# Illusions fantasmagoriques
Illusions fantasmagoriques és un curtmetratge mut de trucs francès del 1898, dirigida per Georges Méliès, amb un mag escènic que transforma un nen en dos amb l'ajuda d'una destral.

## Sinopsi
Un mag escènic evoca un colom i el col·loca en una caixa amb un conjunt de roba. Un nen surt de la caixa, i el mag el divideix en dos nois amb una destral. Els dos nois es barallen, i el mag en transforma un en un mocador de paper, que tritura i torna a col·locar l'altre a la caixa. Aleshores, el mag destrueix la caixa amb un martell per demostrar que el nen ha desaparegut. El nen reapareix i es transforma en banderes. Aleshores, el mag desapareix en una bufada de fum, només per tornar a entrar per una porta per practicar la seva reverència.

## Producció
En el moment de rodar Illusions fantasmagoriques, Méliès havia acabat recentment una sèrie de complexes "notícies reconstruïdes" (recreacions escenificades d'esdeveniments actuals) sobre la Guerra hispano-estatunidenca. Després va tornar cap a les pel·lícules de trucs amb aquesta pel·lícula i un grapat d'altres, esbossos màgics curts centrats en efectes especials fets amb variacions de l'escamoteig. Illusions fantasmagoriques, amb deu escamoteigs en un sol minut d'acció, pot ser el més complex d'aquest grup i la pel·lícula més complicada tècnicament de totes les que Méliès havia fet fins ara.
Méliès interpreta el mag a la pel·lícula, que també utilitza pirotècnia en els seus efectes. L'estil és molt teatral, amb trucs de càmera que només comencen a la meitat, i recorden particularment l'anterior Escamotage d'une dame au théâtre Robert-Houdin (1896) de Méliès. L'ús que fa la pel·lícula de banderes americanes i britàniques com a accessori reflecteix l'interès internacional per les pel·lícules de Méliès; el 1898, Méliès havia trobat que els Estats Units i el Regne Unit eren mercats importants per al seu treball.

## Estrena
La pel·lícula va ser venuda per la Star Film Company de Méliès i té el número 155 als seus catàlegs. Sobreviu una còpia al British Film Institute.